# Stella (Wisconsin)
Stella – miasto w Stanach Zjednoczonych, w stanie Wisconsin, w hrabstwie Oneida.